# Guido Arnoldo Miranda
Guido Miranda (Vera, Santa Fe, 11 de mayo de 1912 – Resistencia , 5 de junio de 1994) fue maestro, escritor y redactor santafesino que vivió la mayor parte de su vida en el Chaco, Argentina.

## Biografía
Nació el 11 de mayo de 1912 en Vera, Provincia de Santa Fe. Sus primeros años los vivió en Villa Ana.
En 1924 se radicó en Resistencia, Chaco. Allí cursó sus estudios primarios en la “Escuela Benjamín Zorrilla”.
En 1929 ingresó como redactor del diario “La Opinión de Resistencia”, dirigido por Eduardo Miranda Gallino.
En 1930 egresó como maestro de la “Escuela Nacional Sarmiento”. Desde ese momento se inició en la docencia en el  Territorio Nacional del Chaco. Durante el mismo año, colaboró con la sección editoriales de “Estampa Chaqueña” y en 1935 se incorporó como redactor del diario “La Voz del Chaco”.
En 1936 trabajó como maestro en la Escuela 114 de Colonia Elisa y después en Charata, Campo Feldman, Bajo Hondo, Pampa San Martín (Las Breñas) y Quitilipi. A continuación fue adscripto a la Inspección Seccional de Sáenz Peña para coordinar el proyecto de reforma educativa; y fue secretario de la Inspección Seccional de Resistencia. Más tarde obtiene el ascenso como Inspector de la zona de Esquel (Chubut) hasta 1949.
A principios de octubre de 1955, las universidades fueron intervenidas por el gobierno militar designándose nuevas autoridades. Así es designado como interventor de los institutos educacionales y luego como inspector seccional en Paraná, Entre Ríos. En 1956 es designado secretario técnico del Departamento de Extensión Universitaria de la Universidad Nacional del Nordeste (UNNE). Hacia 1957 fue Secretario de la Convención Constituyente del Chaco. Ese mismo año obtiene el Premio Regional de la Comisión Nacional de Cultura. En 1959 es designado como inspector de región del Consejo Nacional de Educación de Buenos Aires.
En 1960 editó la revista “Región”, incorporándose como editor al diario “El Territorio”.
En 1968 fue nombrado director del diario “Norte”, medio en el que colaboró hasta casi el final de sus días.
Falleció en Resistencia el 5 de junio de 1994, a sus 82 años.
En su honor, su nombre fue impuesto al Complejo Cultural Provincial "Guido Miranda", inaugurado el 24 de mayo de 1997, en el ex Cine Teatro Sep.

## Obras
- 1954: El paisaje chaqueño
- 1955: Tres ciclos chaqueños
  - Re-editado en 1980 y tercera edición en 2005 por la Colección Rescate
- 1966: Al Norte del Paralelo 28
- 1986: Fulgor del desierto verde

## Folletos
- Los orígenes de Charata
- Las Breñas y General Pinedo
- Historia del cooperativismo chaqueño
- Vida de Enrique Lynch Arribálzaga
- Hombres del Chaco (Moro, Pérez, D' Ambra)
- El rostro cambiante del Chaco
- Ezequiel Martínez Estrada
- Francisco Romero, ciudadano

## Premios y distinciones
- 1957: “Premio Regional de la Comisión Nacional de Cultura”
- 1976: “Premio de la Fundación Susana Glombovsky”
- 1981: distinguido con el título Doctor Honoris Causa de la UNNE
- 1986: designado “Ciudadano Ilustre de la Ciudad de Resistencia”
- 1989: mereció el “Premio Puente General Belgrano” de los Rotary Club de Resistencia y Corrientes